# Jocoqui
Jocoqui es una localidad del estado mexicano de Guanajuato. Es parte del municipio de Apaseo el Grande.

## Demografía
| Gráfica de evolución demográfica |
|                                  |

| Censo | Población |
| ----- | --------- |
| 1900  | 574       |
| 1910  | 758       |
| 1921  | 292       |
| 1930  | 300       |
| 1940  | 419       |
| 1950  | 435       |
| 1960  | 733       |
| 1970  | 773       |
| 1980  | 674       |
| 1990  | 2 301     |
| 2000  | 2 262     |
| 2010  | 3 056     |
| 2020  | 3 346     |